# 18176 Юліанхонг
18176 Юліанхонг (18176 Julianhong) — астероїд головного поясу, відкритий 24 серпня 2000 року.
Тіссеранів параметр щодо Юпітера — 3,407.